# Gustow
Gustow ist eine deutsche Gemeinde im Landkreis Vorpommern-Rügen auf der Insel Rügen in Mecklenburg-Vorpommern. Die Gemeinde wird vom Amt Bergen auf Rügen mit Sitz in der gleichnamigen Stadt verwaltet.

## Geografie
Das Gemeindegebiet von Gustow liegt im Südwesten Rügens am Strelasund – der Meerenge, die Rügen vom Festland trennt. Der Rügendamm ist etwa sechs Kilometer vom Ort entfernt. Zu Gustow gehört die Insel Gustower Werder und die weit in den Strelasund hineinragende Halbinsel Drigge.
Umgeben wird Gustow von den Nachbargemeinden Rambin im Norden, Poseritz im Osten, Sundhagen im Süden (Seegrenze), Stralsund im Westen (Seegrenze) sowie Altefähr im Nordwesten.
Zur Gemeinde gehören die Ortsteile Benz, Drigge, Gustow, Nesebanz, Prosnitz, Sissow und Warksow.

## Geschichte

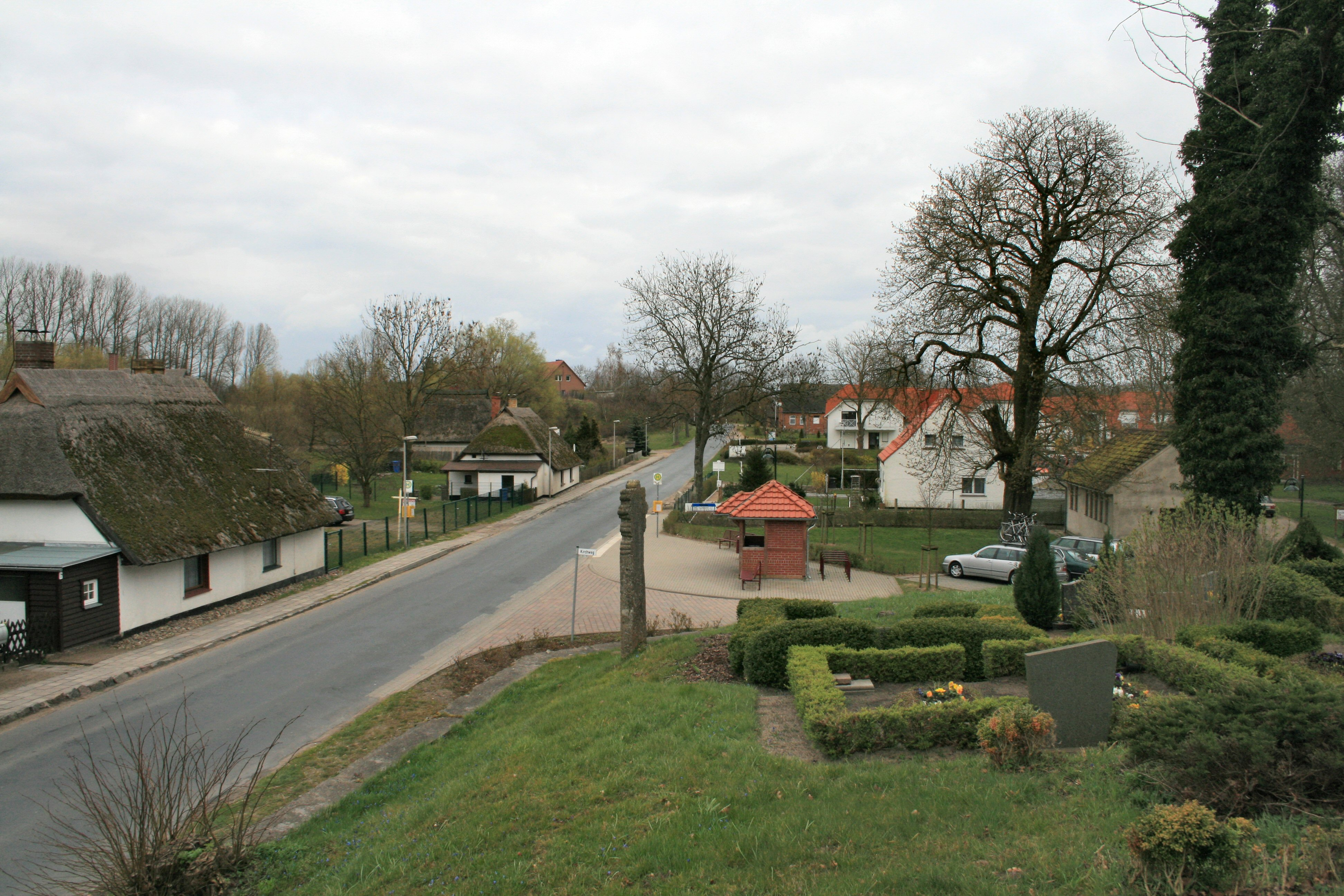
Gustow mit Sühnestein am Abhang zur Kirchhofmauer

Gustow: Der Name kommt aus dem slawischen Gostov und bedeutet Ort des Gost. Hof und Dorf waren bis ins 18. Jahrhundert im Besitz derer von den Osten auf Plüggentin. 1324 verkaufte Wizlaw III. einer Witwe von Barnekow eine Rente, die 1330 an das Kloster Bergen auf Rügen fiel.
Mit dem Westfälischen Frieden von 1648 geriet Rügen und somit auch der Ort Gustow unter schwedische Herrschaft, nachdem der Ort vorher zum Herzogtum Pommern gehörte. Durch die für Schweden siegreiche Schlacht von Warksow fiel Rügen Anfang 1678 vorübergehend wieder an Schweden, nachdem 1677 Rügen durch eine dänische Invasion besetzt worden war.

1815 kam die Gemeinde und Vorpommern zur preußischen Provinz Pommern.

1867 bestand der Ort aus 12 bewohnten Häusern mit insgesamt 152 Einwohnern.

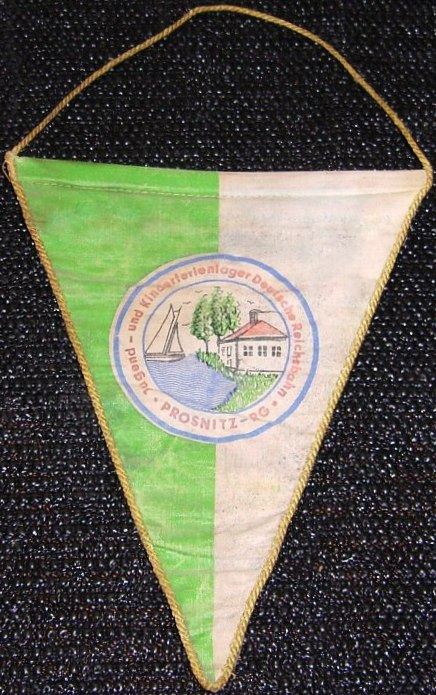
Wimpel des Jugend- und Kinderferienlagers in Prosnitz

Seit 1818 gehörte Gustow zum Kreis bzw. Landkreis Rügen. Nur in den Jahren von 1952 bis 1955 war es dem Kreis Putbus zugehörig. Die Gemeinde gehörte danach bis 1990 zum Kreis Rügen im Bezirk Rostock und wurde im selben Jahr Teil des Landes Mecklenburg-Vorpommern. Der seit 1990 wieder so bezeichnete Landkreis Rügen ging 2011 im Landkreis Vorpommern-Rügen auf.
Prosnitz: Das Gutshaus wurde Anfang des 19. Jahrhunderts errichtet und danach umgebaut; seit 1994 Hotel. Zu DDR-Zeiten errichtete und betrieb die Deutsche Reichsbahn im Ort ein Jugend- und Kinder-Ferienlager für ihre Betriebsangehörigen.

## Dienstsiegel
Die Gemeinde verfügt über kein amtlich genehmigtes Hoheitszeichen, weder Wappen noch Flagge. Als Dienstsiegel wird das kleine Landessiegel mit dem Wappenbild des Landesteils Vorpommern geführt. Es zeigt einen aufgerichteten Greifen mit aufgeworfenem Schweif und der Umschrift „GEMEINDE GUSTOW“.

## Sehenswertes
- In der Nähe Gustows befindet sich die Prosnitzer Schanze aus der Zeit des Dreißigjährigen Krieges. 1808 erweiterten die Franzosen die Schanze zu einem Fort.
- Dorfkirche Gustow, 1677 völlig zerstört und von 1708 bis 1734 wieder rekonstruiert.
- Mordwangen (Sühnesteine), Besonderheit auf Rügen: Eine Mordwange von 1510 befindet sich nordöstlich der Kirche Gustow. Diese Steinwange ist zum Gedenken an den damaligen Prediger Thomas Norenberg, welcher der Sage nach von betrunkenen Bauern erschlagen worden sein soll, gestiftet worden.

Auf der Vorderseite ist in Umrisslinien ein Kruzifix mit zwei Engeln, links davon ein kniender Mann mit einem Schwert auf dem Kopf, rechts ein Kelch und ein Wappen mit einer Art Hausmarke dargestellt. Der Sühnestein besteht aus Granit, ragt 2,50 Meter aus dem Boden und ist 60 cm breit.
Die Minuskelinschrift lautet:
na · der · bort · xpi · m · ccccc · unde · x · des · doredag · in · d · quatteper · vor · sute · michaele · ys · geslage · h · thomas · norenberch · karkh · to · gustow · weset · dem · got · gnedich · sy
Übersetzung: Nach der Geburt Christi 1510 am Narrentag im Quatember vor St. Michael ist ge(er)schlagen Herr Thomas Norenberg, Kirchherr zu Gustow gewesen, dem Gott gnädig sei

Prosnitzer Schanze
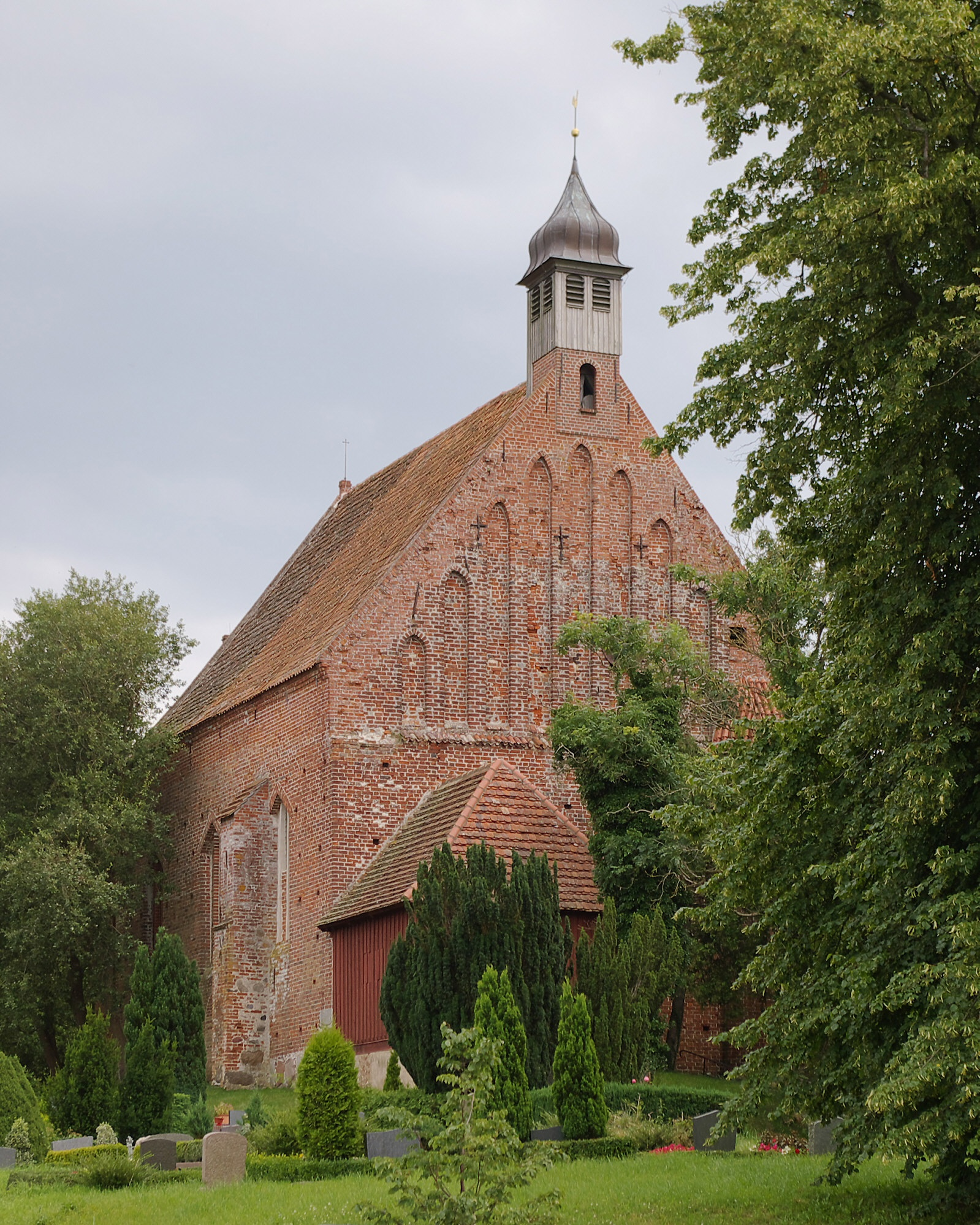
Kirche Gustow
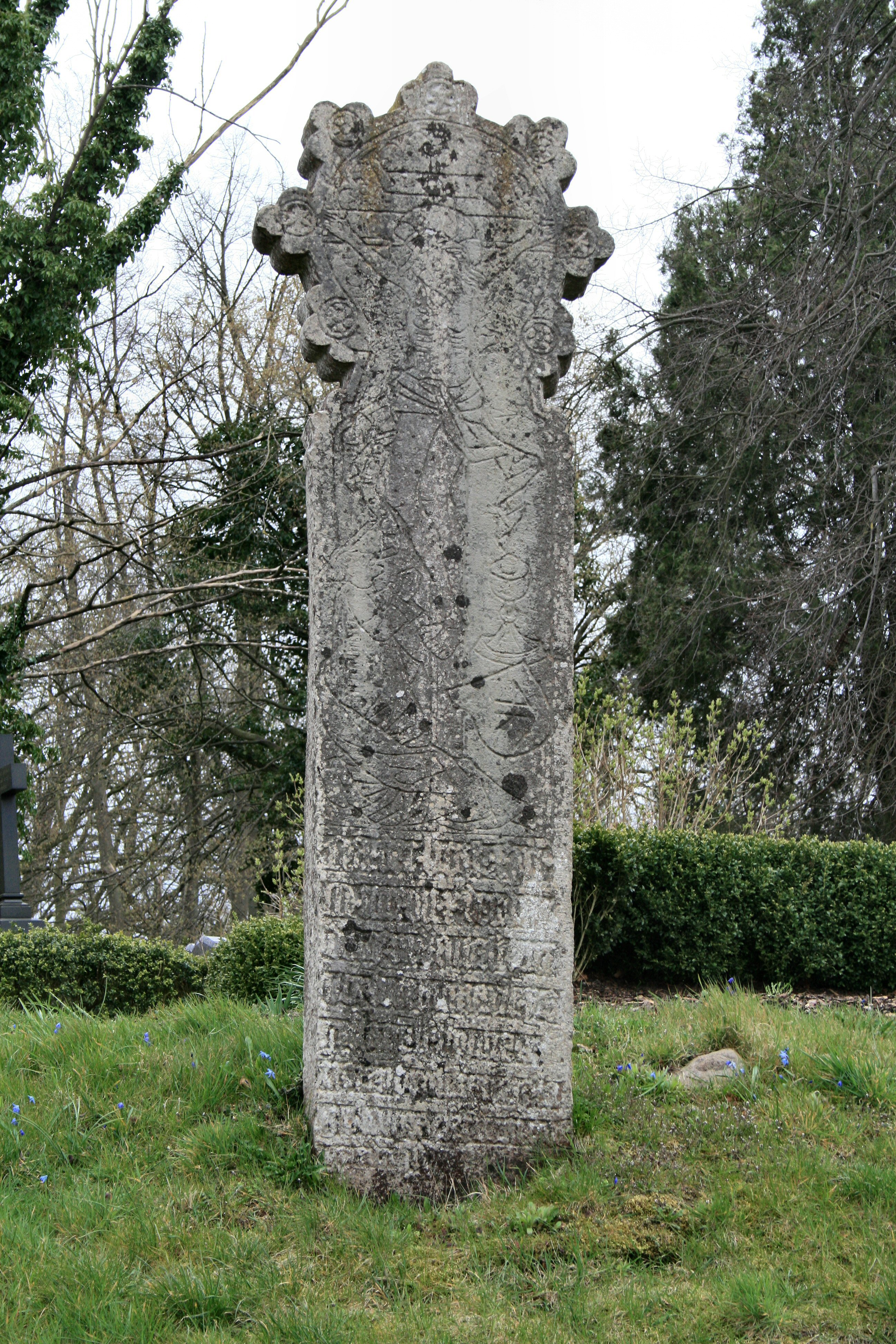
Sühnestein von 1510

## Persönlichkeiten
- Henriette Schleiermacher, geb. von Mühlenfels, (1788–1840), geb. in Sissow, Sängerin, Ehefrau Friedrich Schleiermachers
- Gustav Bödcher (1836–1899), deutscher Verwaltungsjurist, Bürgermeister Halberstadts und Mitglied des Preußischen Herrenhauses
- Otto Last (1906–1990), deutscher Politiker (SED), stellvertretender Minister für Staatssicherheit